# Guelwar
 (mai 2025).
Le contenu est difficilement compréhensible vu les erreurs de traduction, qui sont peut-être dues à l'utilisation d'un logiciel de traduction automatique.
 (mai 2025).
Guélwar (ou Gelwaar en sérère ; avec nombreuses variantes orthographiques : Guélowar, Gelwar, etc.), a été la dernière dynastie maternelle des royaumes sérères du Sine et du Saloum (en Sénégambie, mais principalement dans l'ouest du territoire de l'actuel Sénégal). Ils étaient d'origine mandingue et descendaient de lignées maternelles mandingues et de lignées paternelles sérères, et étaient intégrés à la noblesse sérère. La dynastie a duré du milieu du XIVe siècle à 1969 (année des décès du roi du Sine et du roi du Saloum),,,,.
Le terme « Guélwar », anglicisé ou  francisé en « Guélwars », est la forme plurielle. Le singulier est « Kelwar ». (en sérère).

## Histoire

### Origine
La famille Guélwar est originaire du Kaabu (aujourd'hui en Guinée-Bissau) au XIVe siècle. Leur tradition orale dit qu'elle descendait de Tiramakan Traoré (XIIIe siècle), le cousin et général de Soundiata Keita, Mansa du Mali, qui avait conquis le peuple Baïnouk et tué le dernier Grand roi Bainouk (Kikikor), et rebaptisé le pays Kaabu au XIIIe siècle avant sa mort en 1265. Il fut l'un des plus importants Mansa du Kaabu. La tradition orale dit aussi que les Guélwars descendent des suites de Mansa Bala Diakha et Maisata Yembe Kame Guélaware (roi et reine d'une province au Kaabu). D'autres sources indiquent qu'ils descendent de la branche royale de la princesse Tenemba.
Les Mandingues, qui ont conquis le Kaabu, se marièrent dans les familles nobles Bainouk, et ont délaissé progressivement leur nom de famille et adopté des patronymes bainouks.
Kaabu était gouverné par la noblesse clanique des Sanneh et des Manneh (Sane et Mane - patronymes Bainouk et Diola d'origine [et non pas Mandingue]), et par la noblesse maternelle Ñaanco (en) et Guélwar. Cependant, presque tous les rois du Kaabu descendaient du clan maternel Ñaanco. Le clan Guélwar était si proche et fortement brassé au clan maternel royal Ñaanco qu'il formula des prétentions au trône.

### La bataille de Troubang et leur arrivée aux Royaumes Sérères
La bataille de Troubang en 1335 (de nombreuses variantes dans l'orthographe: Turubang, etc.) fut une guerre dynastique entre les Peuls du Fouta Djallon sous l'almamy Ibrahima Diallo et la dynastie Guélwar maternelle du Kaabu. Cette guerre eut lieu au Kaabu. Dans la langue mandingue, Troubang s'entend comme « tout est anéanti ». Les Peuls au pouvoir défirent la famille clanique des Guélwars qui redescendirent au royaume sérère du Sine où, auprès du Conseil Sérère lamanique le Grand Conseil des Lamanes ils trouvèrent asile. Le Grand Conseil des Lamanes regroupait en son sein les dirigeants territoriaux et les grandes figures du foncier. Les membres de ce Grand Conseil portaient les patronymes sérères Sarr, Sène, Diouf, Ngom, etc.,,. Le Conseil a été la plus haute juridiction du pays sérère, équivalent à une cour d'appel. Le bon accueil d'après défaite à Troubang, de la famille guélwar de Maissa Waly Dione (de nombreuses variantes dans l'orthographe) en terre du Sine, a valu à son chef l'honneur de compter parmi les conseillers juridiques pendant 15 ans, au bout desquels il gagna la confiance de la noblesse sérère et de sa population en général. Il a été nommé et couronné roi du Sine autour de 1350, faisant de lui le premier Guélwar à régner dans le royaume sérère du Sine. Il a donné ses sœurs et nièces en mariage à des nobles Sérères. De cette union scellée dans le sang entre Sérères - Guélwar se succéderont matrilinéairement les rois sur les trônes du Sine,.
Il était estimé que le Guélwar mandingue du Kaabu avait conquis les Sérères et les avait subjugués. Cette hypothèse a été contestée et réfutée par la tradition orale sérère qui ne retient aucune conquête militaire, mais une union fondée sur le mariage.
Du mariage entre le clan noble maternel guélwar et le clan paternel noble sérère descendrait classe Lamanic Sérère. Presque tous les rois du Sine et du Saloum portent des patronymes mandingues tout autant que la langue, la culture, la religion et la tradition qui ont prévalu dans le Sine et le Saloum ne furent jamais mandingues. Le propre aux Guélwars s'était simplement dissout dans la culture Sérère et n'a jamais plus paru nuancé de tout ce qui se sait typiquement sérère,.
Les cultures Sérères et Wolofs spatio-temporellement[pas clair] dans le Sine et le Saloum, convainquent que dans le Saloum à prédominance sérère, les populations wolof et non sérères sont venues d'ailleurs et qu'ethniquement, les Royaumes du Sine et du Saloum, quoique présentement mitigées, étaient sérères,.

## Rois Sénégambiens du clan Guélwarmaternelle[Quoi ?]
Quelques-uns des rois Sénégambiens appartenant au clan Guélwar maternelle[Quoi ?]. Maad signifie « roi » en sérère. Maad a Sinig et du Maad Saloum signifie le roi du Sine et le roi du Saloum respectivement. Leur[Quoi ?]  existe de nombreuses variantes dans l'orthographe de Maad. Parfois orthographié Mad, etc. Il est également parfois utilisé de manière interchangeable pour désigner les rois Sérères ancienne, la classe Lamane qui étaient les rois et la noblesse terrienne.

### Royaume du Sine
- Maad a Sinig Waagaan Tenin Jom Faye[14]
- Waagaan Kumbasaanjaan Faye[14]
- Laasuk Fanaan Faye[14]
- Maad a Sinig Sanmoon Faye[14]
- Maad a Sinig Niokhobaye Mane Niane Diouf[15]
- Maad a Sinig Guédiopal Mane Niane Diouf[15]
- Maad a Sinig Coumba Ndoffène Famak Diouf, roi du Sine (Règne : 1853-1871)
- Maad a Sinig Coumba Ndoffène Fandepp Diouf, roi du Sine (Règne : 1898-1924)
- Maad a Sinig M'Backé Kodu N'Diaye (M'Backé Mak), roi du Sine (Règne : 1884-1885)[16]

### Royaume du Saloum
- Maad Saloum Mbegan Ndour, roi du Saloum (Règne : 1493)[17]
- Maad Saloum Maléotane Diouf roi du Saloum (Règne : 1567)[17]
- Maad Saloum Ballé N'Gougou N'Dao (Ballé Khordia Ndao), roi du Saloum (Règne : 1825-1853)[16]
- Maad Saloum Bala Adam N'Diaye, roi du Saloum (Règne : 1853-1856)[16]
- Maad Saloum Coumba N'Dama Mbodj, roi du Saloum (Règne : 1856-1859)[16]
- Maad Saloum Samba Laobé Latsouka Sira Diogop Fall, roi du Saloum (Règne : 1859-1864)[16]
- Maad Saloum Guédel Mbodj (Règne : 1879-1898)

### Royaume du Cayor et du Baol
- Damel Macodou Yaande Mbarou Diouf Fall, roi de Baol (Teign) et du Cayor (Damel). Il a régné de 1832 à Baol, 1860-1861 à Cayor. Mort en juin 1863 au Saloum[18],[14]..
- Makhouredia Diodio Diouf fils du damel madior fatim Galong fall et de la linguere Diodio Diouf du Saloum

### Royaume du Djolof
- Bourba Mbagne Paaté Coumba N'Gouye Diouf Ndiaye - (Mbagne Pateh Penda Kumba Ngouille Joof Njie) roi du Djolof (Règne : 1846). Tué à la bataille de Diakhabour (1846)[19],[14].
- Bourba Birame Penda Coumba N'Gouye Diouf Ndiaye - (Biram Penda Kumba Ngouille Joof Njie), roi du Djolof (Règne : 1846). Assassiné en 1846[19],[14].

### Reste de la Sénégambie
- Mama Tamba Jamé - Roi de Yilliyassa (en Gambie), descendant de Linguère Kaasa Menge (du Saloum)[14]

### Les trois principaux clans du Guélwar
Autour du XVIIe siècle, il y avait trois branches principales maternelles du clan Guélwar. Elles ont été fondées par trois sœurs. Ils ont été Lingueres (reines ou princesses) dont les noms sont utilisés pour faire référence à leurs descendants maternels. Ils comprennent :
- Le clan Keve Bigui
- Le clan Khoredia Bigui
- Le clan Diogop Bigui

Les princes qui ont appartenu à ces trois clans maternels avaient lieu plusieurs guerres en Sénégambie en vue d'assurer la succession de leur branche maternelle. Surtout les princes appartenant à Keve Bigui et Diogop Bigui.

### Filmographie
- Guelwaar, un film d'Ousmane Sembène (1992)